# 12
12（十二）是11与13之间的自然数。

## 写法

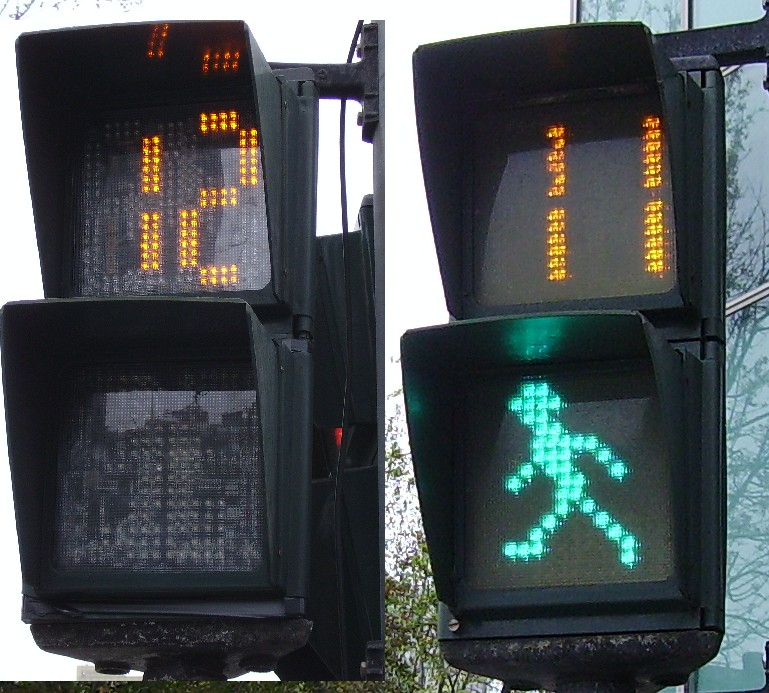
倒數中的12，圖為交通號誌

| V20 | Z1 | Z1 |

| V20 | Z1 | Z1 |

## 数学性质
- 第6個合數，正因數有1、2、3、4、6和12。前一個為10、下一個為14。
質因數分解為{\displaystyle 2^{2}\times 3}。
- 第1個過剩數，真因數和為16，盈度為4。下一個為18。
  - 第2個半完全數，和為本身的其中一組因數為1、 2、 3、 6。前一個為6、下一個為18。
- 第5個高合成數。前一個為6、下一個為24。
- 第1個佩服數，相減後為本身的因數為2。下一個為20。
- 第4個普洛尼克數，為3與4的乘積。前一個為6、下一個為20。
- 第4個佩爾數。前一個為5、下一個為29。
- 第11個十进制的哈沙德數。前一個為10、下一個為18。
  - 除了八進制以外的進制中均為哈沙德數。
- 第5個十进制的奢侈數。前一個為9、下一個為18。
- 正十二邊形為第7個可作圖多邊形。前一個為10、下一個為15。

一个由正五边形构成的正十二面體

- 第五個不含1和2的所有因數減一都是質數的數字，前一個是8，下一個是24[1]。
- 第一組勾股数的和（埃及三角形的周长：3:4:5）
- 第三个五邊形數與有形數
- 最小的數n，使得n和n!都可表示為多個質數的階乘之積（{\displaystyle 12=2!3!}; {\displaystyle 12!=2!3!11!}）
- 第一個使得n ± 1、n/2 ± 1及n/3 ± 1均為質數的數，下一個這樣的數是540540
- 第三個超级階乘，即前三个阶乘的积（{\displaystyle 1!\times 2!\times 3!}）
- 十二进制記數法的基數。以小數表示份額方面，十二进制被认为比較簡便，但是日常生活計算不會使用
- 在以13或以上的數为基数的記數法中（例如十六进制等），12以拉丁字母C標示
- 任何一對孪生素数（除了第一對外）之和的因數。
- 第一个卓越數，因為12的正因數數目（6）是個完美數，而它所有正因數之和亦是一個完美數（{\displaystyle {{{{{{1}+{2}}+{3}}+{4}}+{6}}+{12}}=28}）。有這樣性質的數暫時只找到兩個。（OEIS數列A081357）
- 八皇后問題共有12個獨立解。[2][3]

### 幾何
- 12个边的多边形叫十二边形。
- 12个面的多面体叫十二面體，其中正十二面体是五個正多面體之一。
- 12個胞的多胞體叫十二胞體，其中六維超立方體是一種正十二胞體。
- 12是三維空間中最緊密充填的牛頓數（英语：Kissing number）
- 在三维欧几里得空间中的球装问题，把单位球绕单位球相切，可以放进12个球（开普勒猜想）
- 在多面体方面，12是立方体和正八面体的边数，也是正二十面體、截半立方体和截角四面体的顶点数。

### 趣味數學
- 在十進制中，12=3×4，且56=7×8，算式的數字剛好是最小的8個正整數由小至大排列。[4]
- {\displaystyle 12={\sqrt {3!\times 4!}}=3\times 4}

### 基本运算
| 乘法                             | 1  | 2  | 3  | 4  | 5  | 6  | 7  | 8  | 9   | 10  |  | 11  | 12  | 13  | 14  | 15  | 16  | 17  | 18  | 19  | 20  |  | 21  | 22  | 23  | 24  | 25  |  | 50  | 100  |
| -------------------------------- | -- | -- | -- | -- | -- | -- | -- | -- | --- | --- |  | --- | --- | --- | --- | --- | --- | --- | --- | --- | --- |  | --- | --- | --- | --- | --- |  | --- | ---- |
| {\displaystyle {{12}\times {x}}} | 12 | 24 | 36 | 48 | 60 | 72 | 84 | 96 | 108 | 120 |  | 132 | 144 | 156 | 168 | 180 | 192 | 204 | 216 | 228 | 240 |  | 252 | 264 | 276 | 288 | 300 |  | 600 | 1200 |

| 乘方                       | 1  | 2    | 3      | 4        | 5         | 6          | 7           | 8           | 9            | 10            |  | 11            |
| -------------------------- | -- | ---- | ------ | -------- | --------- | ---------- | ----------- | ----------- | ------------ | ------------- |  | ------------- |
| {\displaystyle {{12}^{x}}} | 12 | 144  | 1728   | 20736    | 248832    | 2985984    | 35831808    | 429981696   | 5159780352   | 61917364224   |  | 743008370688  |
| {\displaystyle {{x}^{12}}} | 1  | 4096 | 531441 | 16777216 | 244140625 | 2176782336 | 13841287201 | 68719476736 | 282429536481 | 1000000000000 |  | 3138428376721 |

## 時間与曆法

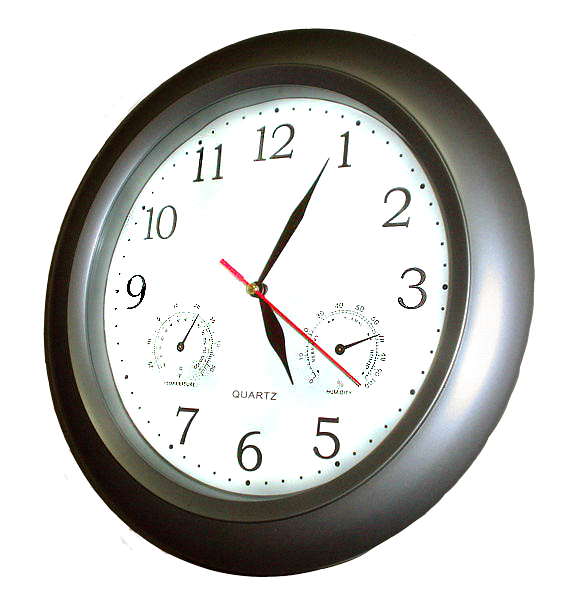
12个小时一圈的挂钟

地球圍繞太陽公转的週期（1年；12個月），大约是月球繞地球公转週期的12倍（約1個月，陰歷定月的基礎），因此12这个数对人類的計時和曆法具有特殊的意义。
为了标示太阳每个月在黃道上的位置，古巴比伦人把每个月太阳经过的天区划分为12个星座，即黃道十二宮，十二宫（即12星座）代表了十二個基本人格型態或感情特質。中国古代对周天黃道划分为十二辰和十二次。
中国古代為紀錄時間、順序等，設有12地支，排第12位的是亥。10天干配以12地支循環使用，是中國古代歷年方法，60年為一週期。每個地支再配以12种动物成為十二生肖，第12个生肖是猪。1年分為二十四節氣，配以12地支。每日计时也用地支表示，因此一天有12个时辰，由子時開始，相當於前一天23:00至當天01:00。
現代國際通用的西曆，則將1年分成12个月。12个月每月長度不一，但都有12日，分別為1月12日、2月12日、3月12日、4月12日、5月12日、6月12日、7月12日、8月12日、9月12日、10月12日、11月12日和12月12日。
1天再分成24小时，上午和下午各佔12小时。一天之內，鐘錶的时针會在以12小时划分的錶盤上转两圈，分針長度略等於時針的1.5倍，运行速度是时针的12倍。
此外，在公曆紀年方面，人類對公元前12年、公元12年，公元前12世纪及公元12世纪均有記載。

## 度量衡
在日常生活中，12是常見的算數或貨物包裝单位，稱為一打。雞蛋、筆芯、蛋撻等都常以一打裝購買。根據《現代漢語詞典》，12打称为一籮，但這種稱謂比較少見。
在国际单位制词头中，1012 依据《中华人民共和国法定计量单位》称作太；依據中華民國經濟部公告的《法定度量衡單位及其使用之倍數、分數之名稱、定義及代號》称作兆（英文代号T）。10-12 称作皮（英文代号p）。
- 在英制单位裡，1英尺的長度等於12英寸
- 中國戰國時代至隋朝使用重量单位中，十二铢等于半両
- 買賣貴金屬使用的金衡制（和称量药物的药衡制）中，12金衡制盎司（药衡制盎司）等於1金衡制磅（药衡制磅）（這和一般英制單位（常衡）中的1磅不同）
- 英国在1971年货币制度改革前，1先令等於12便士

- 量度風力的蒲福氏風級最高為12级，称作颶風[6]
- 量度地震对地面造成破坏程度的麥加利地震烈度，最高為12度[7]

## 自然科学
- 鎂的原子序數是12[8]
- 碳的原子量为12

鎂位于元素周期表中的第12位

- 化學有十二碳雙酸（dodecanedioic acid，略作DDAD）。
- 計算物质的量使用的單位摩尔，定義就是12克碳12中所含原子數量
- 根據粒子物理学中的标准模型理论：
  - 包括反粒子在内的輕子共有12种：{\displaystyle e^{-}/e^{+},\nu _{e}/{\overline {\nu }}_{e},\mu ^{-}/\mu ^{+},\nu _{\mu }/{\overline {\nu }}_{\mu },\tau ^{-}/\tau ^{+},\nu _{\tau }/{\overline {\nu }}_{\tau }}
  - 包括反粒子在内的夸克也有12种：{\displaystyle u/{\overline {u}},d/{\overline {d}},s/{\overline {s}},c/{\overline {c}},b/{\overline {b}},t/{\overline {t}}}
  - 規範玻色子有12種，包括光子、3種弱相互作用的媒介粒子（{\displaystyle W^{\pm },Z\,\!}）和8種膠子
- 位于蛇夫座的梅西耶天體M12是一个星等8.0的球状星团
- 位于双鱼座的NGC天体NGC 12是一个星等13.1的螺旋星云

## 宗教与神话传说
- 在希腊神话中

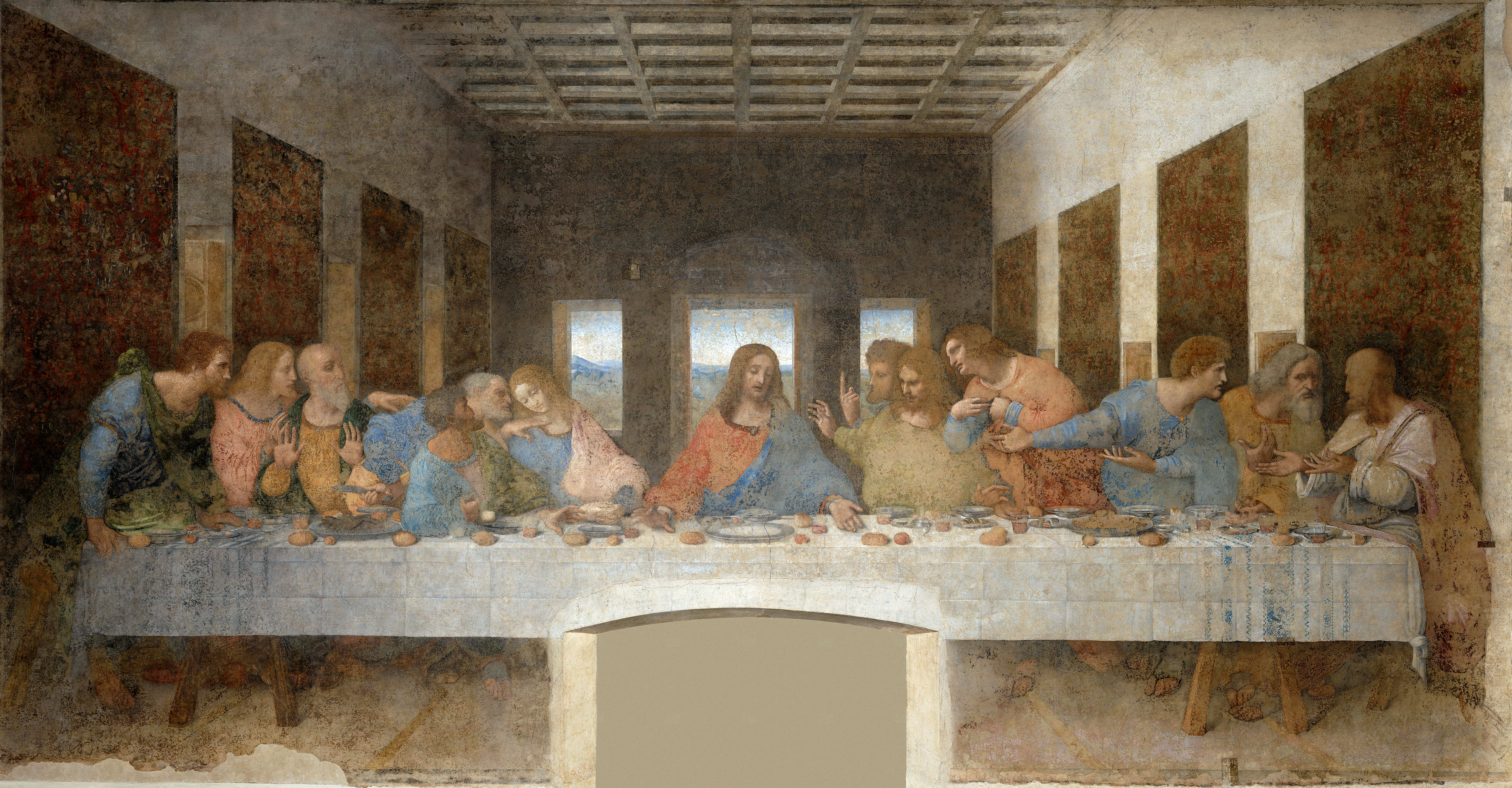
列奥纳多·达·芬奇的作品《最后的晚餐》，表现了耶稣及其12个弟子

  - 进入万神殿的十二主神，称为“奧林匹斯十二主神”。由於不同時期有不同的神被列入十二主神之內，實際上享有這榮譽的神有14位
  - 传说曾统治世界的巨人族提坦有12位，他们是乌拉诺斯和大地女神盖娅的子女
  - 希腊神话中最伟大的英雄之一海格力斯完成了12项英雄伟绩
- 根據關於英格兰中關於亚瑟王的傳說，他有12位圆桌骑士
- 在基督教中
  - 耶稣的12个弟子称为耶稣十二门徒
  - 根据《聖經·创世纪》49·28的记载，雅各的12个儿子建立了以色列
  - 传统上，圣诞节后的第12个夜晚是主显节前夕（又叫做第十二夜），即公历的1月5日；1月6日称为顯現日（又叫做第十二日）
  - 十二大瞻礼日是东正教非常重要的一个基督教节日

- 在传统的犹太教习俗中，女孩到了12岁要举行成人礼

- 佛教中
  - 对于轮回的解释称作十二因缘论
  - 十二处是佛教中的一个常见名数
  - 佛教中还有一些12个神祇并称的名号，如藥師佛有十二神將护法，另外还有称作十二天的12个护法神
  - 《十二門論》是一部佛教典籍，內容分十二門解釋大乘空觀
  - 佛教將三藏依體裁和內容分成十二類，稱為十二分教或十二部經

- 伊斯兰教什叶派的一个分支叫做十二伊玛目派

- 道教经书的分类法中三洞四辅十二类的十二部分类法
- 摩尼教中有十二常住宝光王的名号

## 历史
- 十二铜表法是罗马历史上的第一部成文法典
- 日本聖德太子定下了冠位十二階
- 日本平安时代贵族女性的一种装束称为十二单

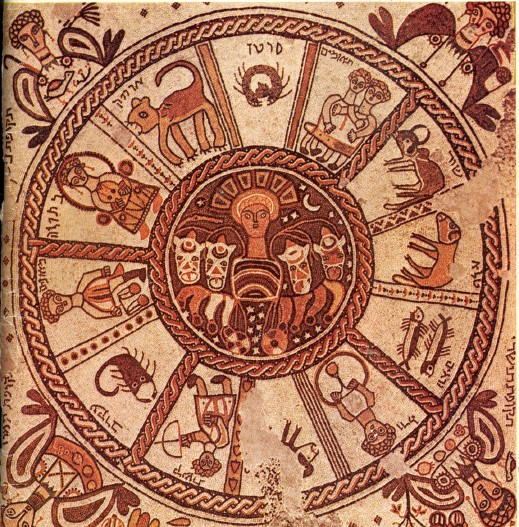
以色列Beit Alpha的6世纪壁画。黄道十二星座围绕着太阳，四角上的图案代表分至四时。

- 10世纪中叶安南地区（今越南北部和中部部分地区）12个大封建主割地称雄，互相混战，史称十二使君之乱
- 1524－1525年发生的德国农民战争中，施瓦本北部农军在1525年3月初制定的《十二条款》
- 1991年12月9－10日，12個原歐洲共同體成員國簽訂《歐洲聯盟條約》
- 台湾於1994年提出十二項建設[9]

- 中國古代歷史
  - 中国古代將女孩12岁称為「金钗之年」
  - 周代天子冕上有十二旒，即是帽子上吊下來的穿玉絲繩，按諸侯等級旒的數目會遞減
  - 《尚書·益稷》中記載了十二章服圖，說明皇帝冕服上装饰的12种纹样；分别是元衣（外衣）上的日、月、星辰、山、龍、華蟲，黃裳上刺繡的水藻、宗彝、火、粉米、黼（音釜）、黻（音彿）
  - 前221年，秦朝統治者秦始皇下令收集全國兵器，銷毀並鑄成「十二金人（或称为十二铜人）」
  - 根據《宋史·三六五·岳飛傳》，宋朝宋高宗在一日內發出十二金牌，召回正與金作戰的岳飛回京

## 技术

电话键盘

- 电脑的键盘上有12个功能键（F1、F2、F3、F4、F5、F6、F7、F8、F9、F10、F11、F12）。
- 标准的数字电话有12个拨号键（1、2、3、4、5、6、7、8、9、0、*、#）。
- 电脑換頁鍵的ASCII和Unicode碼是12。

- 汽车、蓄电池和许多弱电设备上最常见的电压是12伏特。

- 中国战国初期以漳水为源的大型引水灌溉系统是引漳十二渠。

另外一些产品的代号上也经常会看到12这个数。例如美國海軍在1980年代提出的的“先进战术攻击机”（ATA）计划的原型机A-12攻击机、哈尔滨飞机制造公司生产的运-12运输机、路易吉·弗蘭基在1979年至2000年期間生產的弗蘭基SPAS-12戰鬥霰彈槍、伊茨瑪希工廠生產的Saiga-12半自動霰彈槍以及現在由大宇集團生產的USAS-12霰彈槍。

## 医疗卫生

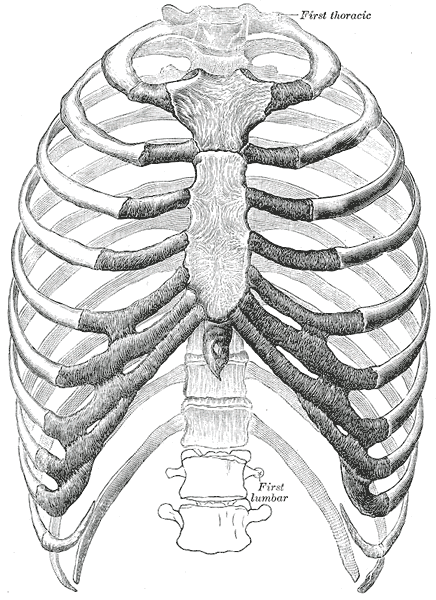
多數的人体內有12对肋骨

生理上，大部分的人有12对肋骨。从胃的幽门开始的小肠的起始段叫作十二指肠，相關的病症為十二指腸炎和十二指腸潰瘍，寄生蟲有十二指腸蟲，手術稱作十二指腸切開術。
根据中医的经脉学说，人体经脉有十二正经。十二正经由四肢肘、膝以上分别出来的，循行于胸、腹及头部的支脉，称为十二经别；全身筋肉按十二经脉循行分布而划分的区域则称十二经筋；十二经脉在腕、踝关节附近部位的重要腧穴称十二原穴；体表皮肤按十二经脉的循行分布而划分的区域称十二皮部；脏腑之气结聚于胸腹部的特定腧穴称募穴，共有12个。
维生素B12是一种人体必需的维生素，人類吸收主要來自動物類食品，缺乏者可導致貧血。

## 文艺
许多文艺作品中都有以12命名的标题。

### 歐洲文学
- 《第十二夜》是威廉·莎士比亚创作的一出喜剧
- 苏联诗人马尔沙克的童话剧《十二个月》（Двенадцать месяцев）
- 伊里夫和彼得罗夫的小说《十二把椅子》（Двенадцать стульев）
- 羅馬史學家苏维托尼乌斯（Gaius Suetonius Tranquillus）的《罗马十二帝王传》
- 美國作家奥格·曼狄诺的小说《第十二個天使》（Twelfth Angel）
- 爱丽丝克·韦布的心理学畅销书《十二根金線》（Twelve Golden Threads）

### 亞洲文學
- 《十二時》是詞牌名，宋鼓吹四曲之一
- 《十二經》可以是《春秋》的別名、六經和六緯的合稱、易上下經及十翼的合稱、儒家的十二部經書。
- 金陵十二钗指清朝《红楼梦》中的12名女子
- 「十二寶地」是香港作家畢華流的長篇小說《桑梓荒原記》中天君所造的十二片大陸
- 日本小說家小野不由美的奇幻小说系列《十二國記》。[10]
- 日本漫畫家米田菜穗所作的日本漫畫作品《12歲。》。

### 音乐与戏剧

钢琴键盘上的12个半音

- 十二律（十二宮），相傳為黃帝的樂官伶倫，利用竹筒長短造成發音高低不同的原理，而定出的聲律準則。
- 明朝的朱载堉发明的十二平均律。
- 八度由12个半音组成。
- 十二音技法或十二音体系是音阶的一种。
- 现代音乐流派之一的十二音音乐。
- 中国女子樂隊女子十二樂坊用中樂樂器演奏流行曲，但实际上有13个成员。
- 流行于中国新疆维吾尔族地区的，以歌、舞、乐综合而成的传统古典套曲木卡姆共有12套。
- 清朝中叶昆山腔脚色行当体制中的江湖十二脚色。
- 扬剧传统剧目《十二寡妇征西》。
- 劍君十二恨是台灣布袋戲的角色之一，他的第十二恨是「天下無敵」。
- 来自于美国密歇根州底特律的说唱乐队D-12。

### 影视
- 薛尼·盧梅1957年导演的电影《十二怒汉》（12 Angry Men）。
- 黎继明在1994年导演的香港色情电影《青楼十二房》。[11]
- 1995年导演的电影《十二只猴子》（Twelve Monkeys）。
- 林愛華在2000年導演的香港電影《十二夜》。[12]
- 史蒂文·索德伯格2004年导演的电影《十二罗汉》（Ocean's Twelve）。[13]
- 杰克·肖德在2004年导演的南非电影《惊骇12天》（12 Days of Terror）。
- 尼基塔·米亥科夫导演並在2008年6月20日上映的電影《12怒漢：大審叛》[14]

### 美術
- 中国宋代画家夏珪传世代表作《山水十二景》[15][16]
- 金陵十二家指现代书画界的十二位南京著名画家、书法家
- 繪宗十二忌指中國古代畫論中，山水畫應避免的十二項缺失

## 其他领域
- L（小寫「l」）是拉丁字母的第12個字母
- Lamed是希伯來字母的第12個字母[17]

歐盟旗幟

青天白日旗

- 欧盟旗帜由12顆排成圓圈的金星組成，代表創立歐盟的12國
- 中華民國國旗等使用的青天白日圖案，太陽有12條道光芒，意念源自一天的12個時辰及一年12個月
- 足球比賽中，射点球距离球门12碼
- 根據國際法，各國領海範圍為陸地以外12海哩
- 周易的六十四卦中的第十二卦是否卦
- 英國和美國的陪审团有12人
- 黄曆中的一种曆注称为十二值
- 中国的一种传统自我推拿强身方法——十二段锦
- K-12是美国和加拿大对幼儿园（Kindergarten）至十二年级（12th grade）的简称
- 位于长江三峡的巫山十二峰
- 12岁为儿童和青少年的年龄界限

## 另見
- 名稱以開頭的所有条目
- 名稱以開頭的所有条目